# Sikosaari (ö i Pihtipudas, Muurasjärvi)
Sikosaari är en ö i Finland. Den ligger i sjön Muurasjärvi och i kommunen Pihtipudas i den ekonomiska regionen  Saarijärvi-Viitasaari och landskapet Mellersta Finland, i den centrala delen av landet, 400 km norr om huvudstaden Helsingfors. Öns area är 2,8 hektar och dess största längd är 0,7 kilometer i sydöst-nordvästlig riktning.